# Temple de Naguleswaram
Le temple de Naguleswaram, aussi nommé temple de Keerimalai du nom de sa localisation, est un temple hindouiste réputé à Keerimalai, dans le nord de Jaffna, au Sri Lanka.
C'est l'un des temples les plus anciens du Sri Lanka, situé au nord de l'île, et l'un des 5 Pancha Ishwarams (en), dédié au dieu Shiva.
Le temple a été pratiquement détruit par les missionnaires jésuites, accompagnant les colons du Ceylan portugais vers 1560. Il est restauré par le prêtre hindouiste Arumuka Navalar (en) en 1894.
Pendant la guerre civile du Sri Lanka, l'armée sri-lankaise occupa le temple en 1983. L'Armée de l'air sri-lankaise la bombardera en 1993.
En 2012, après une restauration, le temple rouvre. 

## Galerie

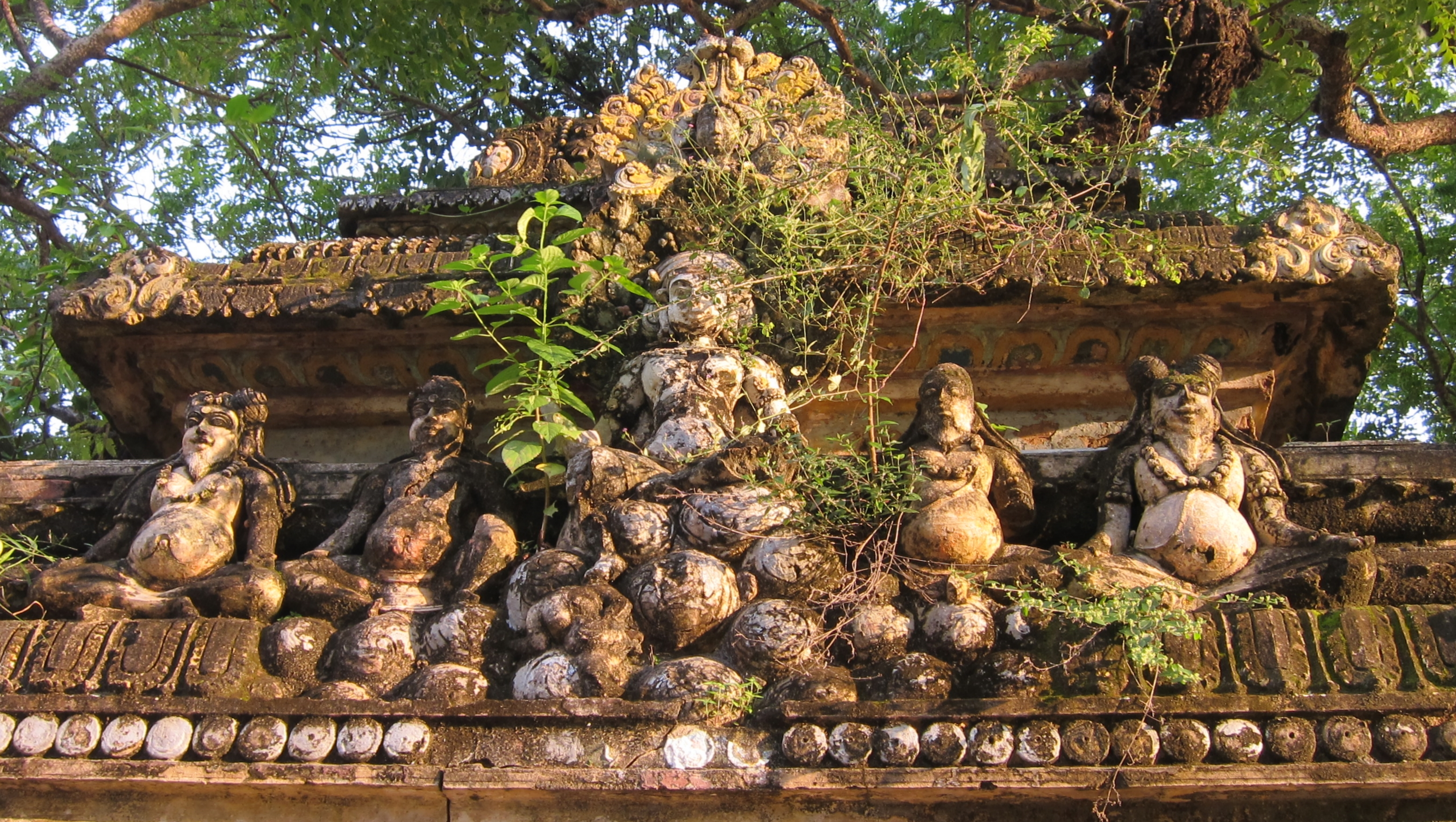
Facade du temple en 2010, avant sa restauration de 2012
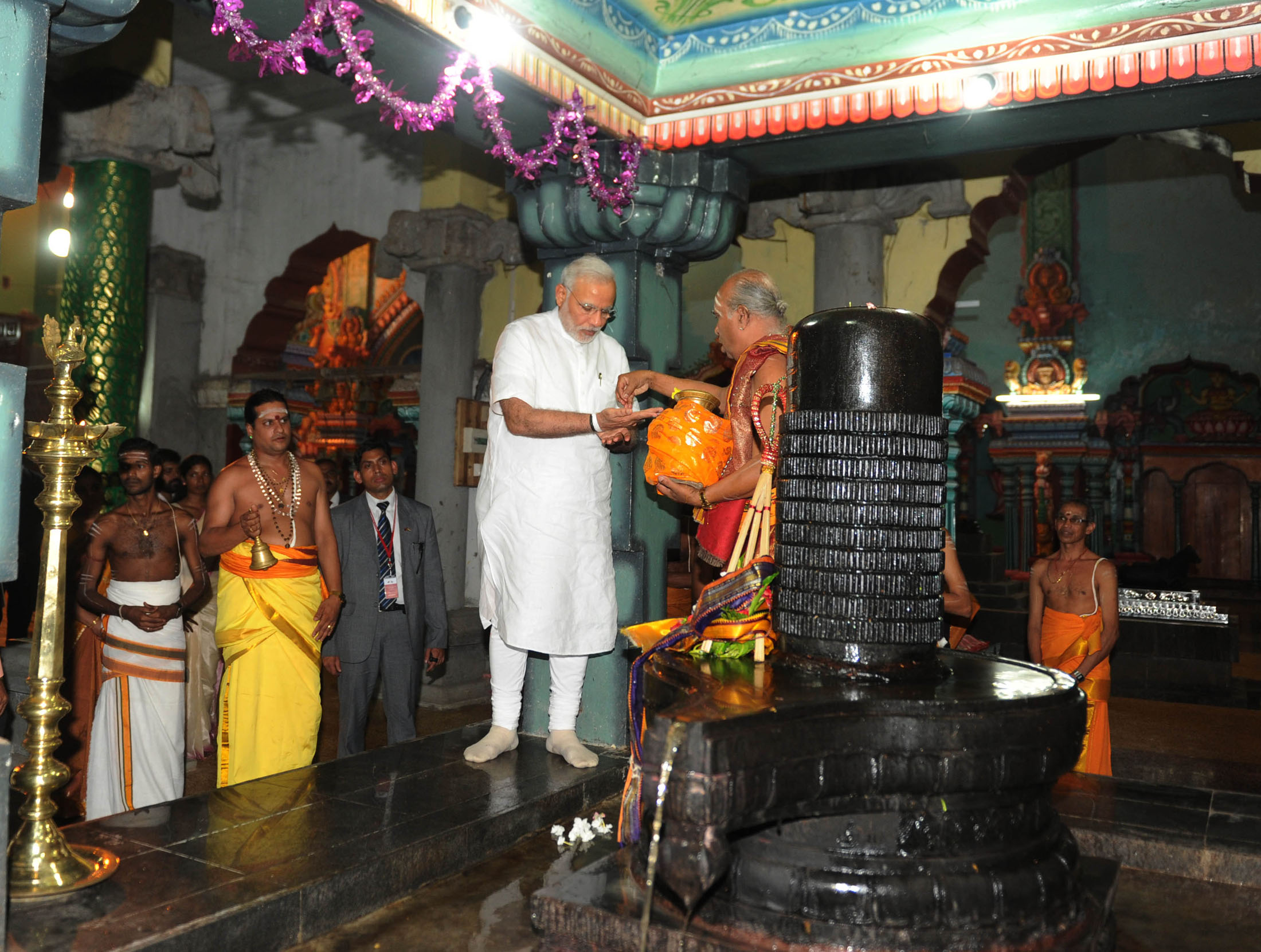
Le Premier ministre de l'Inde Narendra Modi fait une prière dans le temple, le 14 mars 2015
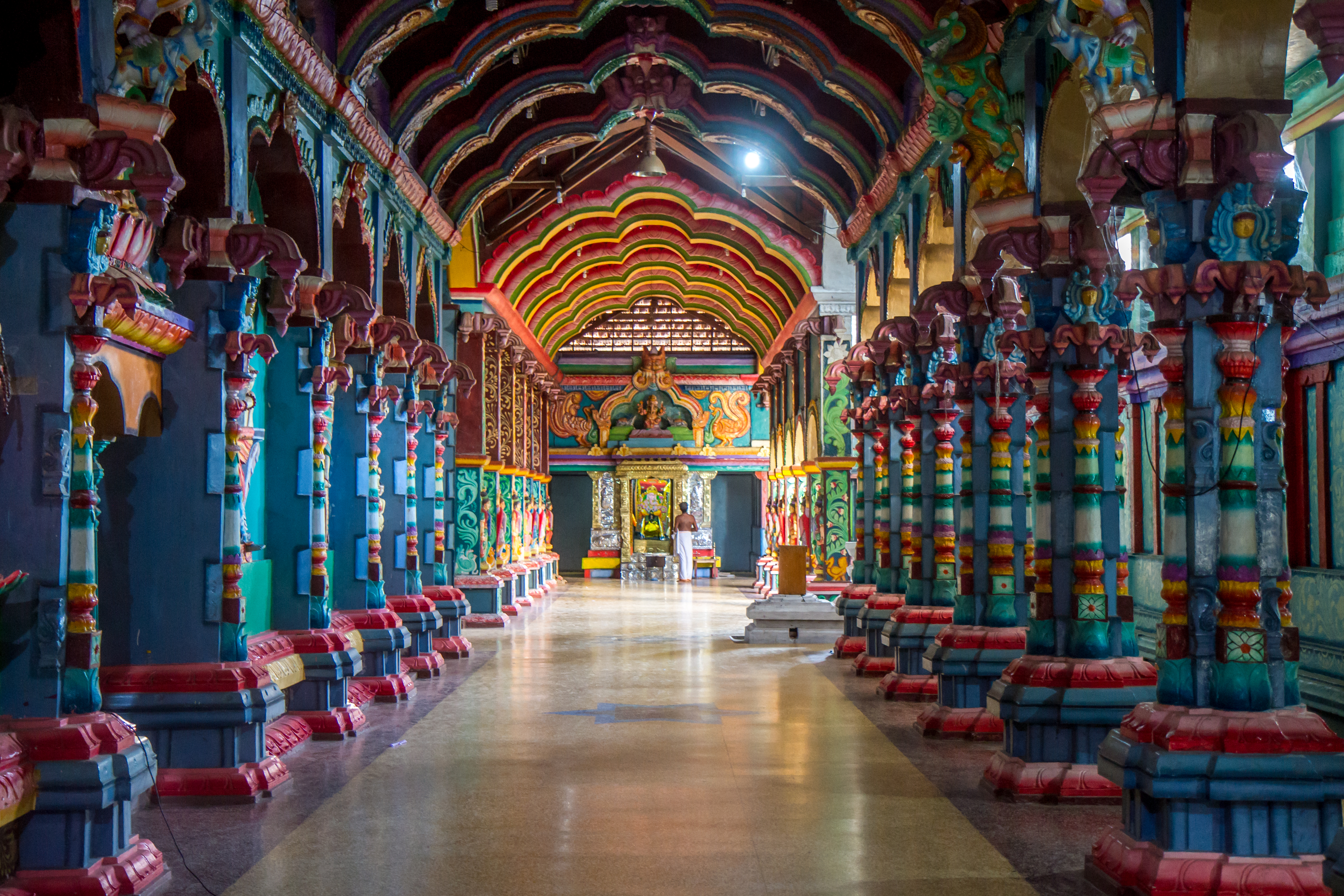
Couloirs intérieurs du temple
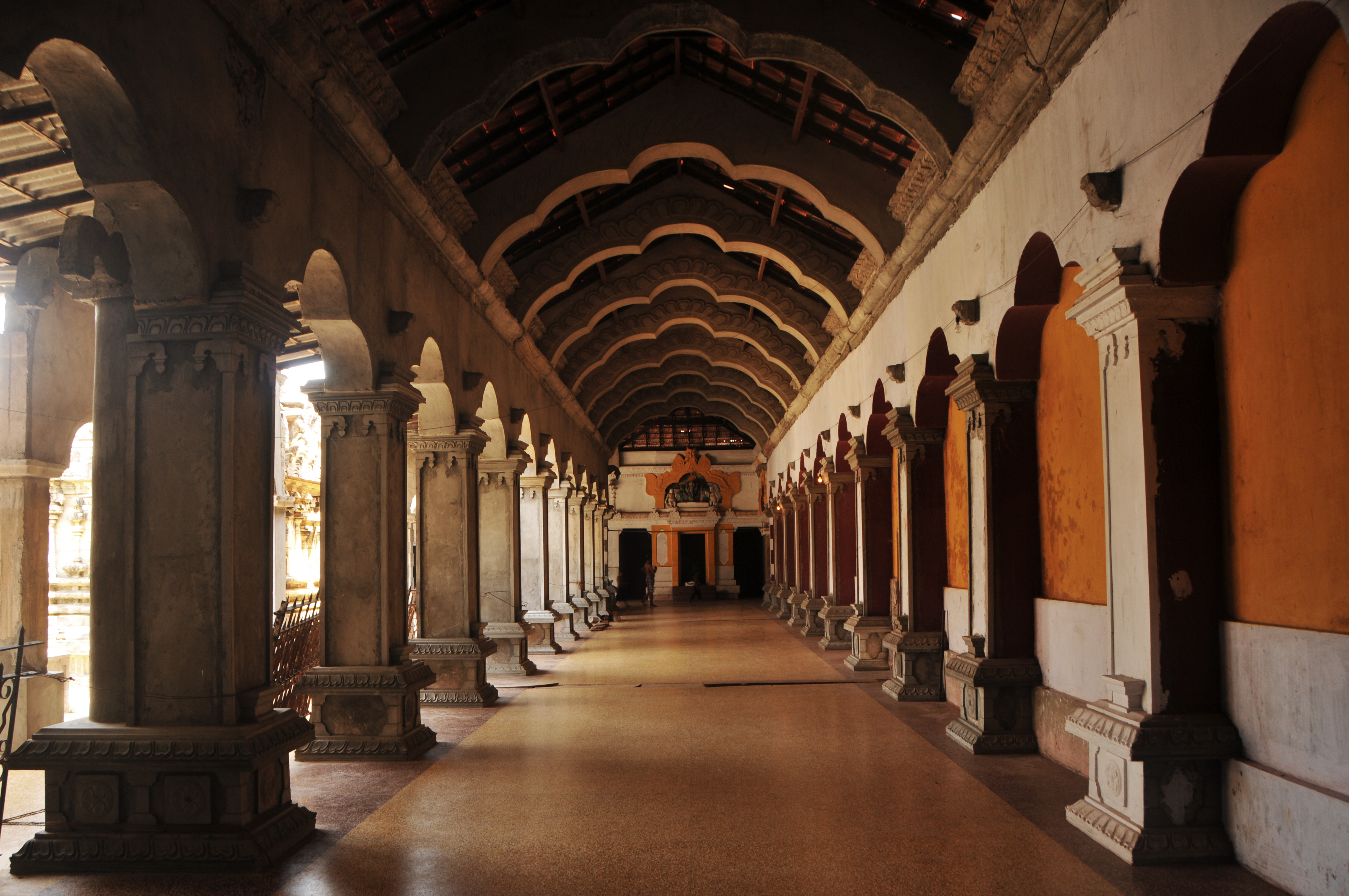
Couloirs extérieurs du temple